# Pasuta
Pasuta är en ort i Israel.   Den ligger i distriktet Norra distriktet, i den norra delen av landet. Pasuta ligger 639 meter över havet och antalet invånare är 2 985.
Terrängen runt Pasuta är huvudsakligen kuperad, men åt nordost är den platt. Terrängen runt Pasuta sluttar västerut. Runt Pasuta är det ganska tätbefolkat, med 90 invånare per kvadratkilometer. Närmaste större samhälle är Maalot Tarshīhā, 5,3 km sydväst om Pasuta. Trakten runt Pasuta består till största delen av jordbruksmark.